# جواك
جواك (بالفرنسية: Jouac)‏ هي بلدية في مقاطعة فيين العليا في منطقة أقطانية الجديدة غرب وسط فرنسا.